# 流 (シンガーソングライター)
- 流（ながれ）は、日本のシンガーソングライター。北海道音更町出身。血液型AB型。

## 人物
- 1974年9月29日生まれ、AB型
- 本名：流田輝実（ながれだてるみ）
- 北海道音更町出身
- 6人兄弟の5番目。兄2人、姉2人、妹1人。
- 趣味：かわいい物探し（雑貨やめぐり、散歩）
- 特技：布団に入って2秒で寝られる

## 活動履歴
- 1997年に、横浜出身の“春”(VocalおよびGuitar担当)と2人組ユニットを結成。Vocalを担当。
- 1998年にユニット名を“三角堂”と命名。
- 1999年に、三角堂メジャーデビュー。
- 2006年、三角堂活動小休止とともにソロ活動開始。
- 2015年3月30日 - 2016年4月1日、『すずなり』がほっとニュース北海道のエンディングテーマとして使用されていた。

## discography

### シングル
- 「可否茶」2007.6.29 (限定発売)
- 「幸福駅」2009.9.3(音更レコーズ) \1,000

　　幸福駅、なな色のセカイ、ハレアカラの日は暮れて

### アルバム
- 「Harmony×harmony」2008.5.25(音更レコーズ) \1,500

　　55、太陽のうた、ちゃんと。、手を離そう、ユメ、おにぎり
- 「音楽の箱」2009.12.12(音更レコーズ) \3,000

　　音楽の箱、すずなり、幸福駅、るらりら♪、馬、太陽に笑え!、はつ。、時空を翔えて、なな色のセカイ
- 「ごほうびのようなもの」2011.12.07(音更レコーズ) \3,000

　　Open!、音更ラプソディー、ひとりとひとり、ごほうびのようなもの、冬のよるのおやすみのうた、ぼくのすきな仕事、雨音、歩きだすとき、星の誕生日、Home、つぼみ
- 「光」2013.12.09(音更レコーズ) \3,000

　　少女の目、音楽が教えてくれる、本当のこと、Don't Say Goodbye、ポラリス、二枚の毛布、父さん、光、旅人のうた
- 「歌声を待つひとへ。」2015.10.22(音更レコーズ) \3,000

　　美しい世界、プリズム、楽園、冬色ワルツ、こうしてすべてが動き始めた、ライラララーメン、思い出オンパレード、遠きにありて、愛しいひとへ
- 「時の果てまで」2017.12.15(音更レコーズ) \3,000

　　果てまで、生まれかわれたら、おばあさんの暮らし、願いごと、空想書簡、ありふれた日々のメロディー、時間泥棒、片想い-Band Version-、もうひとつの時間
- 「点と線」2019.11.4(音更レコーズ) \3,000＋税

　　点と線、透明人間、ときめき止めるな、よろこびの歌、四月になれば、Searching、雨粒の銀河、花みたいなひと、誰かが想ってる、points and lines(Instrumental)
- 「きらきら、ひかる。」2022.1.22(音更レコーズ) \3,300(税込)

　　鈴蘭、ハレルヤ、時を駆ける自転車、珈琲とラジオ、月がみている、あわい夢、光の輪、歌うように生きよう、虹の道、ごめんねクローバー
- 「WILD FLOWER」2023.12.16(音更レコーズ) \3,500(税込)

　　Wild Flower、春待ち、青い季節の中、we are now、勇敢であるために、永遠みたいに眺めてた、こぐま座、涙十色、つぎは誰かに、神居の丘